# Église de l'Annonciation de Saint-Pétersbourg
Pour les articles homonymes, voir Église de l'Annonciation.

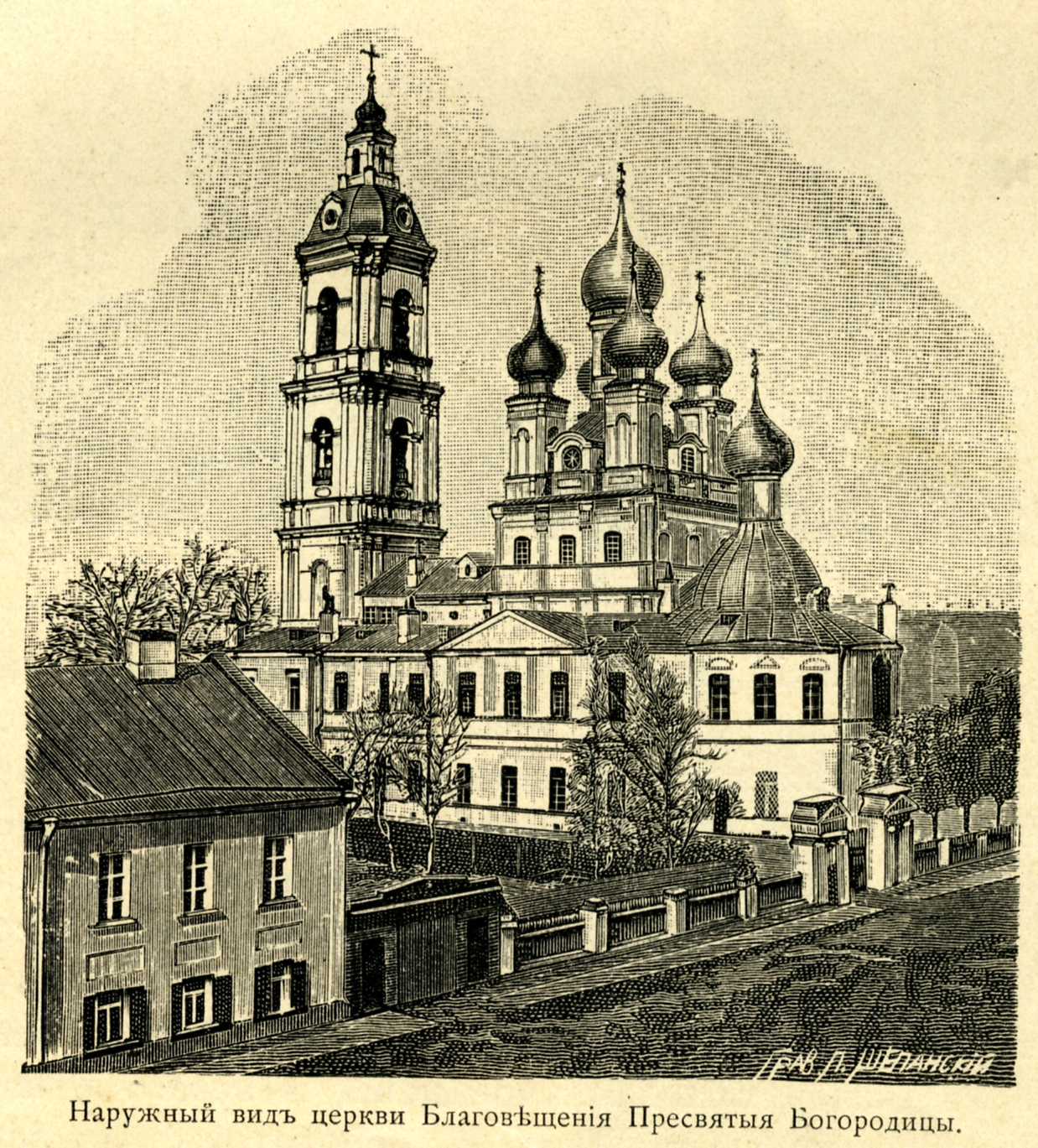
L'église au début du XXe siècle

L'église de l'Annonciation est une église orthodoxe de Saint-Pétersbourg, située sur l'île Vassilievski. Faisant partie de l'Église orthodoxe russe, elle est l'une des églises les plus anciennes de Saint-Pétersbourg.

## Histoire et description
L'église a été construite dans les années 1750-1752 dans le style baroque, par un auteur inconnu. Le premier autel a été consacré par le futur saint évêque Tikhon de Zadonsk. En 1780, un clocher de quatre étages fut ajouté à l'édifice. Le tout était couronné de sept dômes en forme d'oignon. Il y avait des iconostases baroques dorées aux deux niveaux de l'édifice. Dans les années 1844-1854, le monastère des femmes de Novodievitchi fonctionnait à côté de l'église. 
L'église fut fermée et transformée en entrepôt en 1933, ou selon une autre source, en 1936. Son équipement a été complètement détruit. En 1992, l’Église orthodoxe russe a récupéré les locaux. Depuis 1997, la restauration de l’église s’est poursuivie : les plafonds et les équipements installés sous le régime soviétique ont été progressivement démontés. Après plusieurs étapes de nettoyage des voûtes, les spécialistes ont réussi à découvrir la peinture originale du début du XIXe siècle.